# Пётр Петрович (царевич)
Царевич Пётр Петро́вич (29 октября (9 ноября) 1715, Санкт-Петербург — 25 апреля (6 мая) 1719, там же) — первый сын Петра I от Екатерины Алексеевны, умерший в раннем детстве.

## Биография
Родился в Санкт-Петербурге 29 октября (9 ноября) 1715 года, через 17 дней после своего тёзки и племянника — великого князя Петра Алексеевича (будущего Петра II). В честь царевича говорились «похвальные слова» (Феофан Прокопович), ему посвящались книги (Пётр Шафиров, «Рассуждение» о причинах к началу русско-шведской войны).
Мальчик получил имя своего отца, что было нетрадиционным для Романовых, так как именем живого предка крестить было не принято. «Особенно значимым для Петра I было наречение сына, родившегося в 1715 г., Петром. В феврале 1718 г. он официально был объявлен наследником престола вместо старшего сына царя от первого брака царевича Алексея. Таким образом подчёркивалась преемственность от Петра-отца к Петру-сыну, которая, впрочем, так и не реализовалась на практике из-за скорой смерти царевича».
Манифестом 3 (14) февраля 1718 года провозглашён наследником престола после отстранения Алексея Петровича; царевичу была принесена особая присяга (которую отказывались приносить, несмотря на угрозы казни и анафемы, некоторые сторонники старых порядков). Присягу брату принёс в том числе и находившийся под судом Алексей. Пётр возлагал большие надежды на Петра Петровича как продолжателя своего дела. В переписке Петра с Екатериной родители называли его «Шишечка». В этот период в выходных данных книг указывалось: «напечатано при наследственном благороднейшем государе-царевиче Петре Петровиче».
Осенью 1718 года трёхлетний Пётр, по донесениям французского посланника, «все ещё не может говорить или ходить», однако Петр I считал, что поздним развитием царевич походит на него самого.
После рождения был награждён орденом Андрея Первозванного.

### Смерть и погребение
Скончался в Санкт-Петербурге 25 апреля (6 мая) 1719 года. На его похоронах Степан Лопухин (муж Натальи Лопухиной) слишком веселился, за что был сослан с семьёй в Сибирь.
Первоначально 26 апреля (7 мая) 1719 был погребён в церкви Воскресения Лазаря Александро-Невского монастыря. 24 октября (4 ноября) 1723 года перезахоронен в Благовещенской церкви. Это перезахоронение вызвало путаницу у позднейших исследователей, и породило версию, что у императора был ещё один сын по имени Пётр Петрович (1719 — октябрь 1723). Ошибка была разоблачена историком Н. Г. Устряловым.
После кончины малолетнего наследника порядок престолонаследия в России стал неопределённым (единственным, кроме государя, мужским представителем дома Романовых остался его внук Пётр Алексеевич, отец которого был от престолонаследия отстранён, а затем осуждён на смерть). В 1722 году Пётр издал закон о праве императора самому назначать себе наследника, но этим законом не воспользовался.
В 1732 году драгунский солдат Ларион Стародубцев (лже-Пётр) объявил себя (на реке Бузулуке) царевичем Петром, за что поплатился жизнью.